# Oberbösa
Oberbösa là một đô thị ở huyện Kyffhäuserkreis, ở bang Thüringen, Đức. Đô thị này có diện tích 11 km², dân số thời điểm ngày 31 tháng 12 năm 2006 là 415 người.